# Ralph Beard
Ralph Milton Beard Jr. (Hardinsburg, 2 december 1927 – Louisville, 29 november 2007) was een Amerikaans basketballer. Hij won met het Amerikaans basketbalteam de gouden medaille op de Olympische Zomerspelen 1948.

## Carrière
Beard speelde collegebasketbal voor de Kentucky Wildcats en amateurbasketbal bij de Phillips 66ers. In 1948 maakte Beard deel uit van het Amerikaans basketbalteam dat deelnam aan de Olympische Spelen in Londen. Dankzij winst van de Verenigde Staten in de finale tegen Frankrijk behaalde Beard met de VS de Olympische titel. In 1949 stelde Beard zich kandidaat voor de draft van de BAA. Beard werd in de tweede ronde uitgekozen door de Chicago Stags, maar tekende nadien een contract bij de Indianapolis Olympians waarmee hij zijn NBA-debuut maakte. Hij speelde twee seizoenen in Indianapolis en werd in 1951 geselecteerd voor de NBA All-Star Game. In oktober 1951 werd hij oa met Alex Groza en Dale Barnstable beschuldigd van betrokkenheid in een omkoopschandaal waarbij hij geld zou aanvaard hebben van gokkers. In april 1952 gaf Beard de feiten ook toe en hij werd uit de competitie gezet door de NBA. In 1998 kwam er een documentaire uit over dit schandaal, genaamd City Dump: The Story of the 1951 CCNY Basketball Scandal. Na zijn carrière als speler was hij werkzaam in de farmaceutische industrie.
Op 29 november 2007 overleed Beard op 79-jarige leeftijd.

## Statistieken

### Regulier seizoen
| Seizoen  | Team                   | WG  | MPW | VG%  | VW%  | RPW | APW | PPW  |
| -------- | ---------------------- | --- | --- | ---- | ---- | --- | --- | ---- |
| 1949/50  | Indianapolis Olympians | 60  | –   | 36,3 | 76,2 | –   | 3,9 | 14,9 |
| 1950/51  | Indianapolis Olympians | 66  | –   | 36,8 | 77,5 | 3,8 | 4,8 | 16,8 |
| Carrière | Carrière               | 126 | –   | 36,6 | 77,0 | 3,8 | 4,4 | 15,9 |
| All Star | All Star               | 1   | –   | 37,5 | 0,0  | 3,0 | 2,0 | 6,0  |

### Playoffs
| Seizoen  | Team                   | WG | MPW | VG%  | VW%  | RPW | APW | PPW  |
| -------- | ---------------------- | -- | --- | ---- | ---- | --- | --- | ---- |
| 1949/50  | Indianapolis Olympians | 5  | –   | 31,4 | 78,6 | –   | 4,4 | 13,2 |
| 1950/51  | Indianapolis Olympians | 3  | –   | 44,3 | 70,6 | 4,0 | 4,3 | 22,0 |
| Carrière | Carrière               | 8  | –   | 37,4 | 75,6 | 4,0 | 4,4 | 16,5 |

11 Lew Beck · 
12 Ralph Beard · 
15 Alex Groza · 
23 Cliff Barker · 
24 Ray Lumpp · 
26 Kenny Rollins · 
27 Wallace Jones · 
30 Vince Boryla · 
33 Don Barksdale · 
55 Jesse Renick · 
66 Gordon Carpenter · 
77 Jackie Robinson · 
90 Bob Kurland · 
99 Robert Pitts · 
Coach Bud Browning